# Restia瑞斯帝亞
Restia瑞斯帝亞（或Restya瑞斯提亞，本名王人弘，1995年7月3日—）為臺灣的Twitch實況主和YouTuber。從事各類遊戲實況、戶外直播、以及《APEX英雄》國際比賽的轉播工作，也曾為《鬥陣特攻》職業電競選手。

## 經歷
Restia瑞斯帝亞於2018年時開始製作一系列關於《鬥陣特攻》的影片內容，並於2019上半年的Youtube影片中談論關於遊戲抄襲和外掛問題的影片而成名，但該頻道「Restya瑞斯提亞」現在已幾乎停止更新。現在重心則是放在Twitch的實況頻道，以及另一個名為「Restia的實況休閒頻道」 的Youtube頻道，主要製作一系列在Twitch實況的精華影片。其在Twitch直播頻道亦有超過20萬人追隨，Youtube精華頻道則超過15萬人追蹤。
飼養3只貓咪，名爲 Luca, Reyna 以及 Luna。

### 2021年
- 10月28日，達成Twitch實況頻道10萬人追蹤。

### 2022年
- 4月10日，加入《APEX英雄》業餘戰隊 「StinkyB （页面存档备份，存于）」。

- 5月28日，達成Youtube頻道「Restia的實況休閒頻道 （页面存档备份，存于）」10萬人追蹤。

- 7月2日，達成Twitch實況頻道15萬人追蹤。

- 7月7日，發表了自身的虛擬形象以及衍生人物「夢音星奈 Seyna Yumeoto」，目前并未出道[4]。
- 7月16日，宣佈加入SCARZ成爲旗下内容創作者。
- 10月8日，與實況主 龜狗 以及 OWO 受邀參加《APEX英雄》官方比賽項目「Apex TwitchRivals」 。
- 10月29日，離開業餘戰隊「StinkyB」。

### 2023年
- 2月19日，達成Twitch實況頻道20萬人追蹤。

- 7月13日-16日，參加《APEX英雄》官方舉辦的世界大會: 「ALGS分賽2 世界線下季後賽」，擔任《官方中文頻道觀賽台》。
- 9月6日-11日，參加《APEX英雄》官方舉辦的世界大會: 「2023年 ALGS世界冠軍賽」，擔任《官方中文頻道觀賽台》。

## 企劃

### 《台灣最強SOLO決定戰》
Restia個人舉辦的線上《APEX英雄》比賽。"這是單人為一隊的大逃殺比賽，來決定出誰是台灣最強的SOLO玩家!"
賽制：20支隊伍，每個隊伍只一人，進行總數8場的大逃殺比賽，排名將以積分計算，總積分最高者則爲冠軍。
2022年
第一届
日期：7月26日
獲勝者：BoLin，參賽名單 （页面存档备份，存于）
獎金：冠軍：NTD5000，亞軍：NTD2000，季軍：NTD1500

### 《1v1訪問雜談》
2023年
第一彈
日期：2月19日，來賓：厄倫蒂兒（介紹 （页面存档备份，存于））
第二彈
日期：3月4日，來賓：KSP，外部鏈接（介紹）

### 《跟Vtuber去哪裡?》
於2023年中開啓的全新企劃，以“簡而言之就是把不能出門的Vtuber們裝在手機裡，帶他們一起去開戶外台!”為宗旨進行活動
2023年
第一彈
日期：6月14日，地點：野柳、九份、平溪，來賓：厄倫蒂兒
第二彈
日期：7月19日，地點：法國巴黎，來賓：KSP
第三彈
日期：7月23日，地點：瑞士，來賓：稻乙緹

### 《瑞杏盃》
2024年，Restia與杏仁咪嚕合作舉辦的遊戲比賽，期望能結合各界台灣實況主、Vtuber可以一起同樂競技。
結合台灣實況主、Vtuber
目標就是讓台灣有料的各位可以一起同樂競技！
第一屆
以團隊槍戰fps特戰英豪Valorant遊戲進行比賽，自3月1日起展開選秀，由4位隊長從16名玩家中選出4個隊伍組合來競技比賽，預計於3月17日在YouTube及Twitch雙平台實況轉播，並由Restia擔任主播，許摸摸擔任賽評。最終由「超級大美男猛女宇宙噼里啪啦超酷炫隊」拿下冠軍及新台幣3萬元的獎金、雷蛇滑鼠、特戰英豪周邊跟新味園水餃雞爪等冠軍獎勵。
隊伍：
- 超級大美男猛女宇宙劈哩啪啦超酷炫隊[9]，隊長：久田はくせん。
- NOWAY！這個吉娃娃狗園怎麼有波貝啊Glorp[10]，隊長：9QOQ。
- 狠乖幫[11]，隊長：乖兒子。
- 宇宙霹靂無敵厲害米蟲幫[12]，隊長：Kant。

## 外部連結
- Restya瑞斯提亞 （页面存档备份，存于）
- Restia的實況休閒頻道 （页面存档备份，存于）

- Twitch上的Restiafps頻道 （页面存档备份，存于）
- Restia的推特賬號 （页面存档备份，存于）